# Kliplipvis
De kliplipvis (Ctenolabrus rupestris) is een soort uit de familie van de lipvissen (Labridae) en behoort tot de orde van  de baarsachtigen (Perciformes). De volwassen vis is gemiddeld 11 cm en kan een lengte bereiken van 18 cm. De hoogst geregistreerde leeftijd is 8 jaar.

## Nadere beschrijving en leefomgeving
De kliplipvis is overwegend bruin gekleurd, met oranje en groen.  Er zit een duidelijke zwarte vlek aan het begin van de rugvin op de voorste stekels en aan de bovenkant van de staartwortel. De rugvin heeft zestien tot negentien  stekels en daarachter zeven tot tien vinstralen. De aarsvin heeft drie stekels en zes tot negen vinstralen. Het is een betrekkelijk slanke lipvis.

Het is een zoutwatervis die hoofdzakelijk leeft in het oosten van de Atlantische Oceaan aan de rotsige kusten van Marokko tot in Noorwegen. Daarnaast komt de kliplipvis voor in de Middellandse Zee. Ze leven in met wieren begroeide kusten op een diepte van 1 tot 50 m onder het wateroppervlak.
 
Deze vis is zeer zeldzaam aan de kusten van de Lage Landen. Voor de zeehengelaar is de vis door zijn geringe formaat niet erg interessant. De kliplipvis kan worden bezichtigd in sommige openbare aquaria.